# مغراوه
مَغراوه اتحادیه بزرگی از قبایل بربرها متعلق به گروه بُتر بودند. بتر قدرتمندترین شاخه خانواده زناته را تشکیل می‌دهد.
خاستگاه آنان شمال کشورهای امروزی مراکش و الجزیره تا منطقه کوهستانی دهره در غرب الجزیره بود. آنها در این مناطق به نمایندگی از خلیفه اموی قرطبه تا پایان سده دهم میلادی و نیمه سده یازدهم حکمرانی می‌کردند.
مغراوی‌ها از نخستین قبایل بربر بودند که اسلام آوردند. به نوشته ابن خلدون، تاریخ‌نگار سده‌های میانه، «اوزمار بن سکلب» رهبر مغراوی‌ها به درخواست عثمان بن عفان، خلیفه سوم، اسلام آورد. مغراوی‌ها نیز با بازگشت رهبر خود، دسته جمعی، به اسلام گرویدند. به سال ۶۶۵، حکومت بنی امیه اولین حمله خود به مغرب را آغاز کرد.